# Pachyiulus continentalis
Pachyiulus continentalis är en mångfotingart som beskrevs av Carl Graf Attems 1903. Pachyiulus continentalis ingår i släktet Pachyiulus och familjen kejsardubbelfotingar. Inga underarter finns listade i Catalogue of Life.